# Den beste sommeren
Den beste sommeren (pol. Najlepsze lato) – wydana w Norwegii książka napisana przez 14-letnią Emilię Półbratek i jej matkę Monikę, powstała w oparciu o blog Emilii. Norweska premiera odbyła się 23 lutego 2013 roku. Polska edycja planowana jest przez tego samego wydawcę – Gyldendal Norsk Forlag.

## Autorki
Autorkami książki są Polki zamieszkałe w Norwegii, w miejscowości Leikanger. Emilia znalazła się tam jeszcze jako dziecko, wyjeżdżając ze Szczytna w 2005 r. razem z rodzicami, Moniką i Robertem Półbratkami.

## O utworze
Zarówno blog, jak i książka Emilii opisują jej ostatnie lato z chorą na raka siostrą Natalią. W styczniu 2012 roku zdiagnozowano u niej bardzo rzadką odmianę nowotworu tkanek miękkich z przerzutami na oba płuca; lekarze rokowali, iż jest to ostatni rok życia dziewczynki. Mimo rodzinnej tragedii Emilia postanowiła wtedy zorganizować siostrze najwspanialsze wakacje w życiu.
Książka została wydana 23 lutego 2013 roku przez jedno z największych norweskich wydawnictw – Gyldendal Norsk Forlag. Opracowano ją na podstawie wpisów na blogu Emilii i zapisków z dziennika jej matki oraz wybranych wypowiedzi czytelników bloga.

## Historia powstania
Wiosną 2012 roku norweska gazeta „Aftenposten” ogłosiła konkurs zatytułowany Moja praca na lato, na który Emilia Półtorak wysłała wzruszający list:

Mam fantastyczną, pięcioletnią siostrzyczkę, która w styczniu zachorowała na raka. Rokowania były coraz gorsze, aż w końcu lekarze zebrali się na odwagę i powiedzieli nam, że siostrzyczka przeżyje jeszcze tylko to lato. Więc to będzie moje lato. Sprawię, że te ostatnie tygodnie mojej siostry będą dla niej najwspanialszymi chwilami w życiu. Mama i tata są smutni, więc próbuję rozsiać jak najwięcej radości w tym trudnym okresie. Parki rozrywki, wycieczki i plaża. Jestem z nią przez cały czas i robimy to, na co ona ma ochotę. Jeśli będzie chciała wziąć parę skrzydełek motyla idąc do sklepu, tak właśnie zrobimy! Siostrzyczka nie jest rozpuszczona, ale zasługuje na to, by ją teraz porozpieszczać. Tak właśnie zamierzam spędzić moje lato. Może myślisz, że to będzie przygnębiające lato? Zająć się kimś, kto ma wkrótce umrzeć… Ale nie wtedy, kiedy przebywa się z tym małym promykiem słońca. To najwspanialsza wakacyjna praca na świecie, mimo że niepłatna – ale dająca wiele radości, zadowolenia i śmiechu. Jak wszystko inne i ona się skończy, ale to będzie najlepsze lato w moim życiu, jestem tego pewna.

Jednocześnie Emilia prowadziła blog pod adresem, gdzie opisywała czas spędzany z chorą siostrą. Zarówno jej blog, jak i list do gazety opublikowany na pierwszej stronie, wywołały żywą reakcję czytelników, którzy w licznych komentarzach proponowali pomoc w organizacji najlepszych wakacji Natalii. Czytelnicy proponowali m.in. darmowe noclegi w hotelach czy bilety wstępu do parków rozrywki. Historia była komentowana szeroko w całej Norwegii, także wśród tamtejszej Polonii.
Natalia Półbratek zmarła 16 stycznia 2013 roku, nie doczekawszy publikacji książki.

## Odbiór
Jeszcze w 2012 roku największy dziennik norweski „Verdens Gang”, nominował Emilię Półbratek do przyznawanego od 1974 r. tytułu „Arets Navn” (Nazwisko Roku/Osoba Roku). Wcześniej ostatni raz tytuł ten i statuetkę obcokrajowiec odebrał dwanaście lat wcześniej. Ostatecznie w głosowaniu czytelników Emilia uzyskała największą liczbę głosów – 12 787, wyprzedzając m.in. Geira Lippestada – obrońcę Andersa Behringa Breivika (11 947 głosów) oraz Olego Gunnara Solskjæra – trenera klubu piłkarskiego FK Molde (9783 głosów). Emilię uhonorowano tytułem i wykonaną z brązu statuetką „Chłopca z kwiatami” oraz sumą 50 tys. koron norweskich, które postanowiła przekazać stowarzyszeniu Cancer Society lub dla Oddziału Dziecięcego w Haukeland Hospital w Bergen.
Emilia Półbratek otrzymała także tytuł „Człowieka Roku” miasta Sogndal, a w przemówieniu noworocznym o Emilii i Natalii Półbratkach wspomniał wzruszony ich historią król Norwegii – Harald V.